# Zulfiqar
Pour les articles homonymes, voir Zulfikar (homonymie).

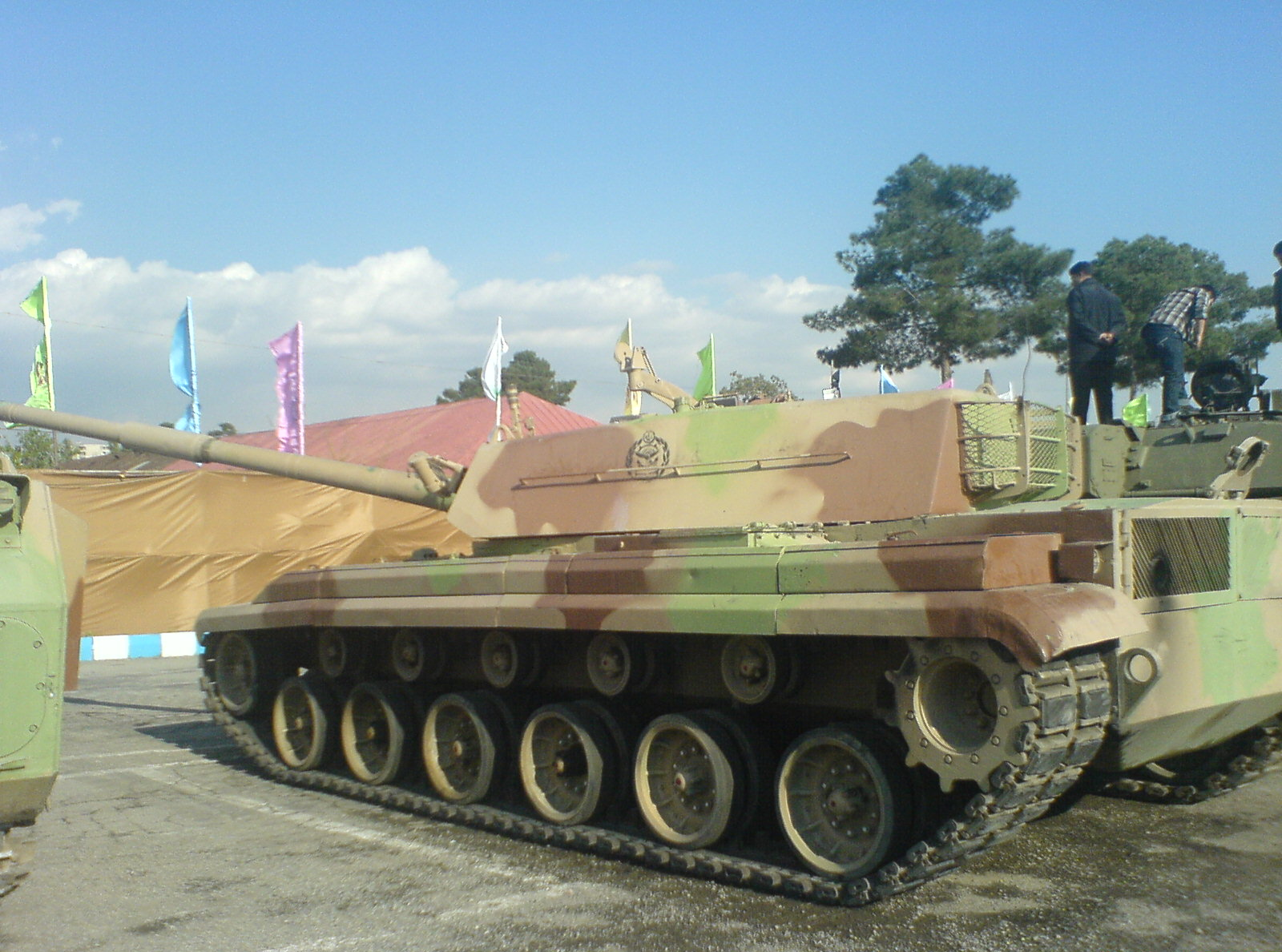
Zulfiqar

Le nom Zulfiqar (Zolfaghar) désigne une lignée de chars principaux de combat fabriqués et employés en République Islamique d'Iran. Zulfiqar est le nom donné à l'épée bifide donnée par Mahomet à `Alî lors de la bataille de Uhud (arabe : ḏū-l-fiqār, ذو الفقار : Zulfiqar ; celle qui a une épine) ce qui en fait un nom symbolique pour l'Islam. 

## Historique
Les derniers prototypes du char Zulfiqar furent mis à l'essai dès 1993. Six autres prototypes semi-industriels ont été testés en 1997. La version la plus récente de ce char est le Zulfiqar 3, inauguré en juillet 1997 par le président iranien Hachemi Rafsandjani.

## Caractéristiques

### Zulfiquar-1
Le Zulfiqar-1 est basé sur le modèle M48 Patton acquis sous l'ère pré-révolutionnaire. Le Zulfiqar-1 a été révélé pour la première fois au public en 1994. Au total, six prototypes ont été achevés et testés sur le terrain en 1997. Le Zulfiqar-1 est protégé par une coque en acier soudé et la tourelle est renforcée par un blindage composite. Le Zulfiqar-1 est armé d'un canon lisse de 125 mm provenant d'un T-72. Au moins 150 ont été produits.

### Zulfiquar-2
Le Zulfiqar-2 est un prototype provisoire de char de combat principal utilisé comme banc d'essai. Cette variante est équipée d'un nouveau moteur plus puissant. Il a un châssis ainsi qu’une tourelle plus allongés et utilise peut-être un chargeur automatique amélioré,.

### Zulfiquar-3
Le Zulfiqar-3, la variante la plus avancée de la famille Zulfiqar, ressemble beaucoup au M1 Abrams américain. Il comporte des améliorations importantes du système de contrôle de tir, du châssis, du moteur et du canon principal. La nouvelle variante est équipée du canon à âme lisse 2A46 de 125 mm avec un chargeur automatique, un télémètre laser et un nouveau système de contrôle de tir,. Il est également équipé d'une tourelle renforcée et les roues sont protégées par une jupe blindée. La recherche et le développement sur le char ont été achevés en 1999 et le char est apparu lors d'un défilé militaire en 2011. Environ 100 exemplaires ont été construits. L'état de la production actuelle est inconnu. Certains l'estiment à 250. Le Zulfiqar 3 serait principalement basé sur le T-72 russe et le char M60 américain. Ce char est armé avec, un fusil-mitrailleur coaxial de 12,7 mm, et un fusil-mitrailleur de 7,62 mm. Il peut également tirer des missiles antichars depuis le canon notamment les versions locales des 9M119. Son poids au combat serait semblable à celui du T-72 russe, soit environ 45 tonnes. Les spécifications concernant son moteur sont inconnues.